# Timo Tiusanen

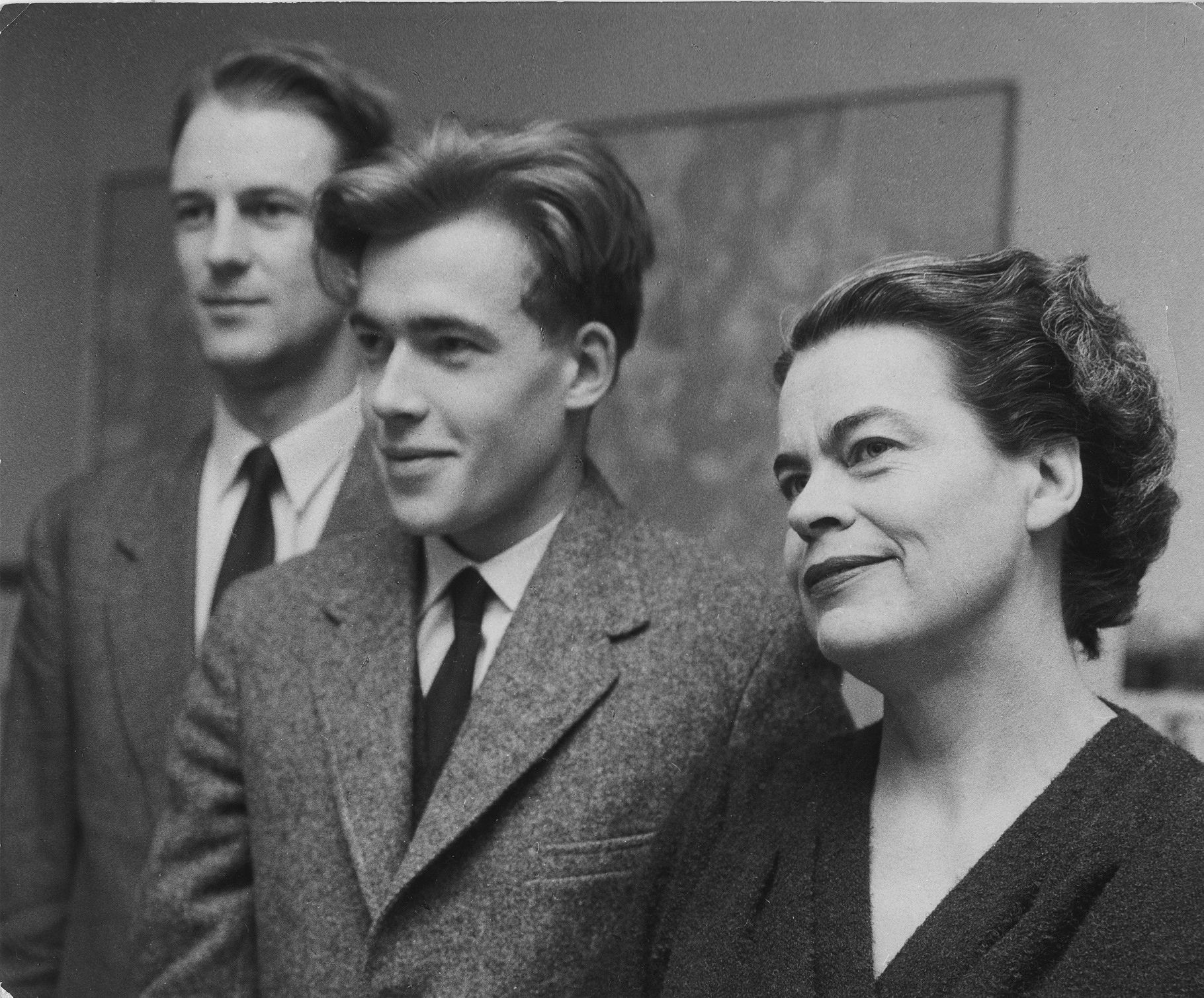
Timo Tiusanen, Pekka Tarkka och Toini Havu.

Timo Tiusanen, född 13 april 1936 i Viborg, död 20 augusti 1985 i Pälkäne, var en finländsk teaterman. 
Tiusanen blev student 1954, logonom 1958, filosofie kandidat 1959, filosofie magister 1960, filosofie licentiat 1965 och filosofie doktor 1969. Han var 1967–1968 biträdande professor i dramalitteratur vid Helsingfors universitet och blev 1977 personlig e.o. professor i teatervetenskap. Han var 1964–1966 tillförordnad föreståndare för Finska teaterskolans högskoleavdelning, där han 1964–1969 verkade som lärare. Han var 1965–1967 gästregissör vid Helsingfors stadsteater och 1970–1974 dess chef; han framträdde därtill som en engagerad kritiker, bland annat under åren som litterär redaktör vid Helsingin Sanomat 1958–1963. Av hans regiarbeten kan nämnas Henrik Ibsens Vildanden och En folkefiende samt Eugene O'Neills Lång dags färd mot natt. Han bedrev forskning i modern dramatik och publicerade bland annat O'Neill's Scenic Images (akademisk avhandling 1968) och Teatterimme hahmottuu (1969).